# Металлург (футбольный клуб, Запорожье, 2017)
МФК «Металлург» (укр. МФК «Металург») — украинский муниципальный футбольный клуб из города Запорожье. Основан в 2017 году. С сезона 2018/19 получил профессиональный статус.

## История

### Предыстория
В сезоне 2015/16 годов «ПФК „Металлург-Запорожье“» был расформирован из-за отсутствия финансирования и отказа собственников от клуба. По состоянию на 2016 год клуб был снят со всех соревнований под эгидой ФФУ, а Запорожье потерял единственный профессиональный футбольный клуб. Между тем, запорожский любительский футбольный клуб «Россо-Неро», выступавший в региональных футбольных соревнованиях, готовился к представлению документов для аттестации к Второй лиги, что и было сделано в середине следующего года. Через несколько месяцев, когда начался процесс ликвидации «Металлурга» (осень 2015 года), основатели «Россо-Неро» заявили о готовности взять самый старый клуб города на свой баланс и пожертвовать своим проектом для спасения «Металлурга», но договориться не удалось.
26 марта 2016 в Запорожье состоялось заседание общественной организации «Металлург навсегда», на котором было принято решение о переименовании «Росо Неро»[уточнить] в «Металлург». На том же заседании коллектив принял клубную символику и цвета «Металлурга». 17 июня «Металлург» получил аттестат на участие во второй лиге сезона 2016/17. Проведя два сезона во второй лиге и установив два антирекорда по количеству пропущенных мячей, 6 июня 2018 клуб прекратил своё существование, получив отказ от Аттестационного комитета Федерации футбола Украины в издании аттестата на участие во Второй лиге на сезон 2018/2019.

### Основание клуба
В мае 2017 года городской голова Запорожья Владимир Буряк заявил о намерении создать муниципальный футбольный клуб «Металлург». При этом чиновник заявил, что комплектоваться новый клуб будет из выпускников детской футбольной школы «Металлург» (Запорожье). 31 мая 2017 на сессии Запорожского городского совета было принято решение о создании и финансировании КП «Городской футбольный клуб „Металлург“». В начале августа 2017 «муниципалы» провели свой первый матч, в котором со счётом 19:0 обыграли «Легион». В ноябре 2017 стало известно о планах руководства клуба пройти аттестацию для участия команды во второй лиге чемпионата Украины сезона 2018/19 годов. В начале апреля 2018 у клуба появился новый спонсор — компания «Вельтум», занимающаяся утилизацией твёрдых бытовых отходов, а в июле команда начала выступления на профессиональном уровне.

### Битва заПремьер-лигу
Для МФК «Металлург» Запорожье сезон 2022/23 стал одним из самых мрачных и одновременно успешных за последние годы. Несмотря на тяжелые времена, диктуемые жестокой войной, клуб показал выдающиеся результаты и стал настоящим примером силы духа и профессионализма.

### 1. Трудности и особенности сезона
Из-за активных боевых действий вблизи города и регулярных обстрелов, по решению военной администрации, команда была вынуждена базироваться и проводить все свои матчи вдали от родного Запорожья и "Славутич Арены". Это создало дополнительные трудности для игроков, тренеров и их семей, вынужденных адаптироваться к новым условиям военного времени. Тем не менее, это не помешало команде демонстрировать отличную игру и результаты.

### 2. Результаты команды
В сезоне 2022/23 Металлург занял 4-е место в чемпионской группе Первой лиги, что стало важным достижением для молодого клуба в период реинкарнации. Это позволило героическому Запорожью побороться за выход в Премьер-лигу. Команда, на фоне соперников, имевших лучшие финансовые и административные возможности, проявив силу воли и максимальную самоотдачу, в сочетании с выверенной игровой тактикой и умелыми командными действиями заслужила право выхода в "элиту" через стыковые матчи.

### 3. Ключевые фигуры успеха
- Владимир Микитин — главный тренер, сумевший, в дали от дома, выстроить эффективный учебно-тренировочный процесс , применивший в ключевых играх сезона сбалансированный подход в выборе тактик и максимально использовав потенциал команды.
- Ключевые футболисты:
  - Владимир Полевой — опытнейший левый защитник и капитан команды.
  - Алексей Сидоров — молодой центральный нападающий, важная фигура в атаке, забивший 11 голов в сезоне.
  - Сергей Басов — центральный защитник, сыгравший решающую роль в обороне, обеспечивший стабильность в защите и мотивацию для всей команды.
  - Богдан Векляк — центральный защитник, который надежно действовал в обороне и помогал организовывать атаки. После его победного гола львовским Карпатам на 60 минуте игры в шестом туре чемпионской раунда, команда сместила могучего соперника с заветного четвертого места, дававшего право играть в стыковых матчах за выход в УПЛ.

### 4. Роль менеджмента
- Юрий Зенкин и Михаил Метревели с командой единомышленников, находясь в крайне тяжелых условиях, обеспечили стабильную работу клуба, наладили управленческую систему, необходимую для эффективного взаимодействия всех клубных структур, и обеспечили команду качественной селекцией необходимой для достижения высоких результатов.

### 5. Тренерская философия и стиль игры
Под руководством Владимира Микитина команда играла в агрессивной манере как в атаке, так и в обороне, с фокусом на высокий прессинг . Этот стиль игры позволял команде эффективно "убивать" атаки соперников в начальной стадии и проводить быстрые контратаки, создавая постоянное давление на оборону противника.

### 6. Результат и значение сезона
Для запорожского клуба сезон 2022/23 стал одним из самых успешных за последние годы. Команда доказала , что может добиваться больших результатов, даже во  времена жесткого кризиса, в условиях перманентного выживания и с ограниченными ресурсами . Это достижение со вкусом соблазнительных надежд в будущем, является важным моментом в истории запорожского футбола.

## Достижения
Вторая лига Украины
- Бронзовый призёр: 2018/19

Первая лига Украины
- 4 место в чемпионской группе: 2022/23
- Плей-офф за выход в Премьер-лигу: 2022/23

## Статистика выступлений
| Сезон   | Чемпионат Украины | Чемпионат Украины | Чемпионат Украины | Чемпионат Украины | Чемпионат Украины | Чемпионат Украины | Чемпионат Украины | Чемпионат Украины | Чемпионат Украины | Кубок Украины |
| Сезон   | Лига, этап        | Лига, этап        | Место             | Игры              | В                 | Н                 | П                 | РМ                | Очки              | Кубок Украины |
| 2018/19 | Вторая            | Группа Б          | / 10              | 27                | 18                | 2                 | 7                 | 54−24             | 56                | 1/32 финала   |
| 2018/19 | Вторая            | Плей-офф          | —                 | 2                 | 1                 | 0                 | 1                 | 1−4               | —                 | 1/32 финала   |
| 2019/20 | Первая            |                   | 15 / 16           | 30                | 6                 | 4                 | 20                | 28-55             | 22                | 1/32 финала   |
| 2020/21 | Вторая            | Группа Б          | / 13              | 24                |                   |                   |                   |                   |                   | 20/21         |

### Самые крупные победы и поражения
Победы
| Соперник              | Счёт | Место проведения                | Турнир                        | Дата         |
| --------------------- | ---- | ------------------------------- | ----------------------------- | ------------ |
| «Николаев-2»          | 4:0  | ст. «Славутич-Арена», Запорожье | Вторая лига 2018/19, 2-й тур  | 28 июля 2018 |
| «Никополь»            | 6:0  | ст. «Славутич-Арена», Запорожье | Вторая лига 2018/19, 25-й тур | 11 мая 2019  |
| «Реал Фарма» (Одесса) | 5:0  | ст. «Славутич-Арена», Запорожье | Вторая лига 2018/19, 21-й тур | 16 мая 2019  |

Поражения
| Соперник                   | Счёт | Место проведения                | Турнир                        | Дата             |
| -------------------------- | ---- | ------------------------------- | ----------------------------- | ---------------- |
| «Кристалл» (Херсон)        | 1:4  | ст. «Кристалл», Херсон          | Вторая лига 2018/19, 9-й тур  | 16 сентября 2018 |
| «Агробизнес» (Волочиск)    | 0:4  | ст. «Славутич-Арена», Запорожье | Вторая лига 2018/19, плей-офф | 29 мая 2019      |
| «Металлист 1925» (Харьков) | 1:4  | ст. «Славутич-Арена», Запорожье | Первая лига 2019/20           | 23 августа 2019  |

## Текущий состав
| 1  | Флаг Украины | Вр  | Андрей Следзевский     | 2000 |  |  |  |  |  |
| 12 | Флаг Украины | Вр  | Назар Байда            | 2001 |  |  |  |  |  |
| 23 | Флаг Украины | Вр  | Антон Осадчук          | 2002 |  |  |  |  |  |
| 95 | Флаг Украины | Вр  | Константин Омельяненко | 2006 |  |  |  |  |  |
|    |              |     |                        |      |  |  |  |  |  |
| 6  | Флаг Украины | Защ | Максим Страдс          | 2002 |  |  |  |  |  |
| 13 | Флаг Украины | Защ | Артём Козлов           | 1997 |  |  |  |  |  |
| 14 | Флаг Украины | Защ | Владимир Полевой       | 1985 |  |  |  |  |  |
| 21 | Флаг Украины | Защ | Владислав Клименко     | 2000 |  |  |  |  |  |
| 22 | Флаг Украины | Защ | Игорь Юречко           | 1995 |  |  |  |  |  |
| 29 | Флаг Украины | Защ | Сергей Палюх           | 1996 |  |  |  |  |  |
| 35 | Флаг Украины | Защ | Артём Товкач           | 2002 |  |  |  |  |  |
| 53 | Флаг Украины | Защ | Дмитрий Костюченко     | 2004 |  |  |  |  |  |
|    |              |     |                        |      |  |  |  |  |  |
| 7  | Флаг Украины | ПЗ  | Дмитрий Иродовский     | 2003 |  |  |  |  |  |

| 8  | Флаг Украины | ПЗ  | Даниил Фальковский    | 1999 |  |  |  |  |  |
| 9  | Флаг Украины | ПЗ  | Денис Курилец         | 2001 |  |  |  |  |  |
| 10 | Флаг Украины | ПЗ  | Ахмед Алибеков        | 1998 |  |  |  |  |  |
| 17 | Флаг Украины | ПЗ  | Тимофей Хуссин        | 2002 |  |  |  |  |  |
| 18 | Флаг Украины | ПЗ  | Андрей Близниченко    | 1994 |  |  |  |  |  |
| 25 | Флаг Украины | ПЗ  | Дмитрий Крапивный ()  | 1994 |  |  |  |  |  |
| 55 | Флаг Украины | ПЗ  | Валентин Кузьмович    | 2002 |  |  |  |  |  |
| 77 | Флаг Украины | ПЗ  | Алексей Бандурин      | 1998 |  |  |  |  |  |
| 99 | Флаг Украины | ПЗ  | Виталий Варянык       | 2001 |  |  |  |  |  |
|    |              |     |                       |      |  |  |  |  |  |
| 11 | Флаг Украины | Нап | Руслан Буряк          | 1998 |  |  |  |  |  |
| 15 | Флаг Украины | Нап | Владислав Васильченко | 2004 |  |  |  |  |  |
| 19 | Флаг Украины | Нап | Владислав Борисенко   | 1999 |  |  |  |  |  |
| 28 | Флаг Украины | Нап | Владимир Близнюк      | 2000 |  |  |  |  |  |

## Руководство

### Административный состав
| Должность | Имя             |
| --------- | --------------- |
| Директор  | Игорь Дорошенко |

### Тренерский штаб
| Должность               | Имя               |
| ----------------------- | ----------------- |
| Главный тренер          | Илья Близнюк      |
| Тренеры                 | Владимир Полевой  |
| Тренеры                 | Дмитрий Невмывака |
| Тренер вратарей         | Алексей Мельник   |
| Тренер по физподготовке | Евгений Проценко  |